# Alexis Fretes
Alexis Ramón Fretes Lugo (25 settembre 2005) è un calciatore paraguaiano, attaccante del Libertad.

## Carriera

### Club
Cresciuto nel settore giovanile del Libertad, ha debuttato in prima squadra il 6 agosto 2024 nell'incontro di División Profesional pareggiato 2-2 contro lo Sportivo Trinidense; ha segnato i suoi primi gol il 22 marzo del 2025, mettendo a segno una doppietta contro il General Caballero (JLM).

### Nazionale
Ha giocato con la nazionale giovanile paraguayana Under-20, con cui ha preso parte campionato sudamericano di categoria nel 2023 e nel 2025.

## Statistiche

### Presenze e reti nei club
Statistiche aggiornate al 26 luglio 2025.
| Stagione        | Squadra         | Campionato      | Campionato | Campionato | Coppe nazionali | Coppe nazionali | Coppe nazionali | Coppe continentali | Coppe continentali | Coppe continentali | Altre coppe | Altre coppe | Altre coppe | Totale | Totale | Totale |
| Stagione        | Squadra         | Comp            | Pres       | Reti       | Comp            | Pres            | Reti            | Comp               | Pres               | Reti               | Comp        | Pres        | Reti        | Pres   | Reti   |        |
| --------------- | --------------- | --------------- | ---------- | ---------- | --------------- | --------------- | --------------- | ------------------ | ------------------ | ------------------ | ----------- | ----------- | ----------- | ------ | ------ | ------ |
| 2024            | Libertad        | PD              | 11         | 0          | CP              | 0               | 0               | CS                 | 1                  | 0                  | -           | -           | -           | 12     | 0      |        |
| 2025            | Libertad        | PD              | 6          | 2          | CP              | 0               | 0               | CL                 | 5                  | 0                  | -           | -           | -           | 11     | 2      |        |
| Totale Libertad | Totale Libertad | Totale Libertad | 17         | 2          |                 | 0               | 0               |                    | 7                  | 0                  |             | -           | -           | 24     | 2      |        |
| Totale carriera | Totale carriera | Totale carriera | 17         | 2          |                 | 0               | 0               |                    | 7                  | 0                  |             | -           | -           | 24     | 2      |        |

## Palmarès

### Club

#### Competizioni nazionali
- División Profesional: 1

Libertad: 2025 (A)